# TRAPPIST-1
TRAPPIST-1, також відомий як 2MASS J23062928-0502285 — ультрахолодний червоний карлик, розташований за 39,13 світлового року (12 парсеків) від Сонця у сузір'ї Водолія.

## Загальний опис
Команда бельгійських та американських астрономів на чолі з Мікаелем Жійоном (Michaël Gillon) з Інституту астрофізики та геофізики Льєзького університету використала телескоп TRAPPIST (англ. Transiting Planets and Planetesimals Small Telescope) в обсерваторії Ла-Сілья, що в чилійській пустелі Атакама, для спостереження за зіркою TRAPPIST-1 та пошуку планет на її орбітах. Дослідники зробили висновок, що у системі є три планети, подібні розміром до Землі, дві з яких знаходяться дуже близько до зорі, а третя — помітно далі, у зоні, придатній до життя. Команда проводила спостереження з вересня до грудня 2015 року і опублікувала результати цих спостережень у журналі Nature за травень 2016 року.
22 лютого 2017 НАСА оголосило, що, використовуючи телескоп Спітцера, їм вдалося знайти чотири інші планети у системі TRAPPIST-1. За словами науковців, загалом у цій системі сім планет, із яких три розташовані у придатній до життя зоні.

## Відкриття та номенклатура
Зірка була відкрита у 1999 році під час огляду усього неба на довжині хвилі 2 мікрометра. Її було внесено до каталогу під ім'ям «2MASS J23062928-0502285». 2MASS означає, що зоря була відкрита під час його проведення, цифри позначають пряме піднесення та схилення зорі на небі, літера «J» позначає Юліанську Епоху.
З вересня по грудень 2015 року цю систему досліджували учені з Льєзького університету за допомогою телескопа TRAPPIST. Вони виявили, що навколо зорі обертаються екзопланети. Це була перша зоря, екзопланети навколо якої виявили за допомогою цього телескопа, тому система отримала назву TRAPPIST-1, під якою і стала широко відомою.
Імена b, c та d дали планетам цієї системи у порядку відкриття цих планет. Планета b найближча до зірки, а планета d була найдальшою на момент її відкриття у 2015. Усі сім планет були виявлені у порядку збільшення їхньої орбітальної відстані: спочатку у 2015 році планети b, c, d, а пізніше у 2017 — планети e, f, g, h.

## Зоряні характеристики
TRAPPIST-1 — ультрахолодний червоний карлик. Маса зорі становить приблизно 8 % маси Сонця, а радіус — 11 % радіуса Сонця. Температура на поверхні сягає 2550 K. Вік зірки становить приблизно 7,5 мільярдів років, тоді як вік Сонця — приблизно 4,6 мільярди, а температура на його поверхні сягає 5778 K.
З огляду на масу зірки, вона здатна прожити приблизно 4–5 трильйони років, а це означає, що TRAPPIST-1, імовірно, залишиться однією з небагатьох малих зір, коли у Всесвіті закінчиться газ для створення нових зір. Зірка багата на метали, її металічність ([Fe/H]) становить 0,04, або 109 % від металічності Сонця. Сила світла, що випромінює TRAPPIST-1, становить лише 0,04 % від сили світла Сонця.

## Планетна система
У лютому 2017 астрономи оголосили, що планетна система цієї зорі складається із семи планет земної групи, 5 із яких схожі за розміром із Землею (b, c, e, f та g), а розмір 2 інших (d та h) більший, за розмір Марса, але менше за розмір Землі. Три планети (e, f та g) знаходяться у зоні, придатній для життя.
Система дуже компактна. Усі сім планет системи TRAPPIST-1 обертаються навколо зорі за орбітами, набагато меншими за орбіту Меркурія; за винятком планети TRAPPIST-1b, усі інші обертаються навколо зорі за більшою орбітою, аніж Галілеєві супутники обертаються навколо Юпітера, але меншою, ніж більшість інших його супутників. Відстань між планетами TRAPPIST-1b та TRAPPIST-1c становить усього лише 1,6 відстаней від Землі до Місяця. Планети постійно видні у небі одна одною, у деяких випадках вони виглядають у декілька разів більшими, ніж Місяць з Землі. Рік на найближчій до зорі планеті минає приблизно за 1,5 земної доби, на найдальшій — за 18,8 доби.
Орбіти планет b-g знаходяться в резонансі, тож відносний період обертання планет навколо зірки становить приблизно 24/24, 24/15, 24/9, 24/6, 24/4 та 24/3 відповідно. Таким чином, ці планети складають найбільший ланцюжок екзопланет в орбітальному резонансі, хоча, на думку учених, раніше вони знаходились на більших відстанях, але з часом пересунулись всередину протопланетного диска.

### Обертання
Усі сім планет здійснюють синхронне обертання, тобто завжди повернуті до зірки однією стороною, подібно до того, як Місяць завжди повернутий однією стороною до Землі, що зменшує імовірність зародження життя на цих планетах, хоча і не робить його неможливим.

### Придатність до життя
Щонайменше три із семи планет, а саме: планети e, f та g знаходяться у придатній для життя зоні. При цьому три планети, виявлені першими (b, c і d), імовірно, теж мають «обмежені регіони з водоймами», але вони розташовані занадто близько до зорі.
Астрофізики з Гарвардського університету прийшли до висновку що шанси виникнення життя на планетах системи TRAPPIST-1 є вищими ніж на Землі. Вчені вважають, що появі живих організмів з неживої матерії сприяє перенесення органічних молекул з одного небесного тіла на інше. Такий процес називається Панспермією. Як відомо із заяви NASA, планети в TRAPPIST-1 віддалені одна від одної на відстань, яка в 10 разів менша за дистанцію Марса від Землі, що, як показав математичний розрахунок, полегшує панспермію. Дослідники також припустили, що між планетами можуть переноситися живі організми (наприклад, спори мікроорганізмів). Це збільшує не тільки число заселених планет, але й біологічне розмаїття істот на них.

## У популярній культурі
23 лютого 2017 року відкриття було відсвятковане анімованим дудлом, намальованим Нейтом Свайнгартом.
Розробник відеоігор Frontier Developments оголосив, що відкладе реліз оновлення 2.3 для гри Elite: Dangerous, щоб включити до нього нововідкриті планети.

## Галерея

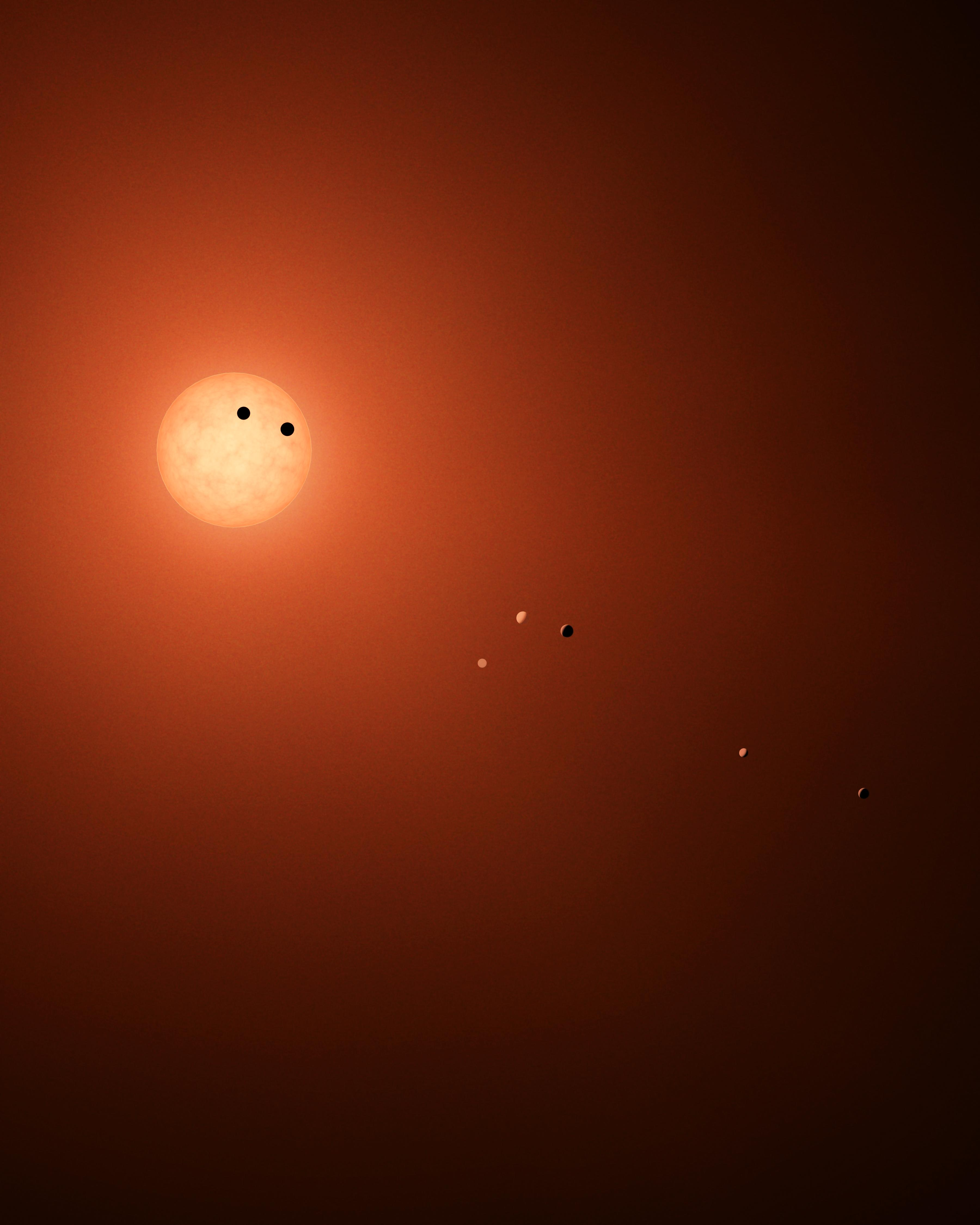
Проходження планет системи TRAPPIST-1 по диску зорі в уяві художника
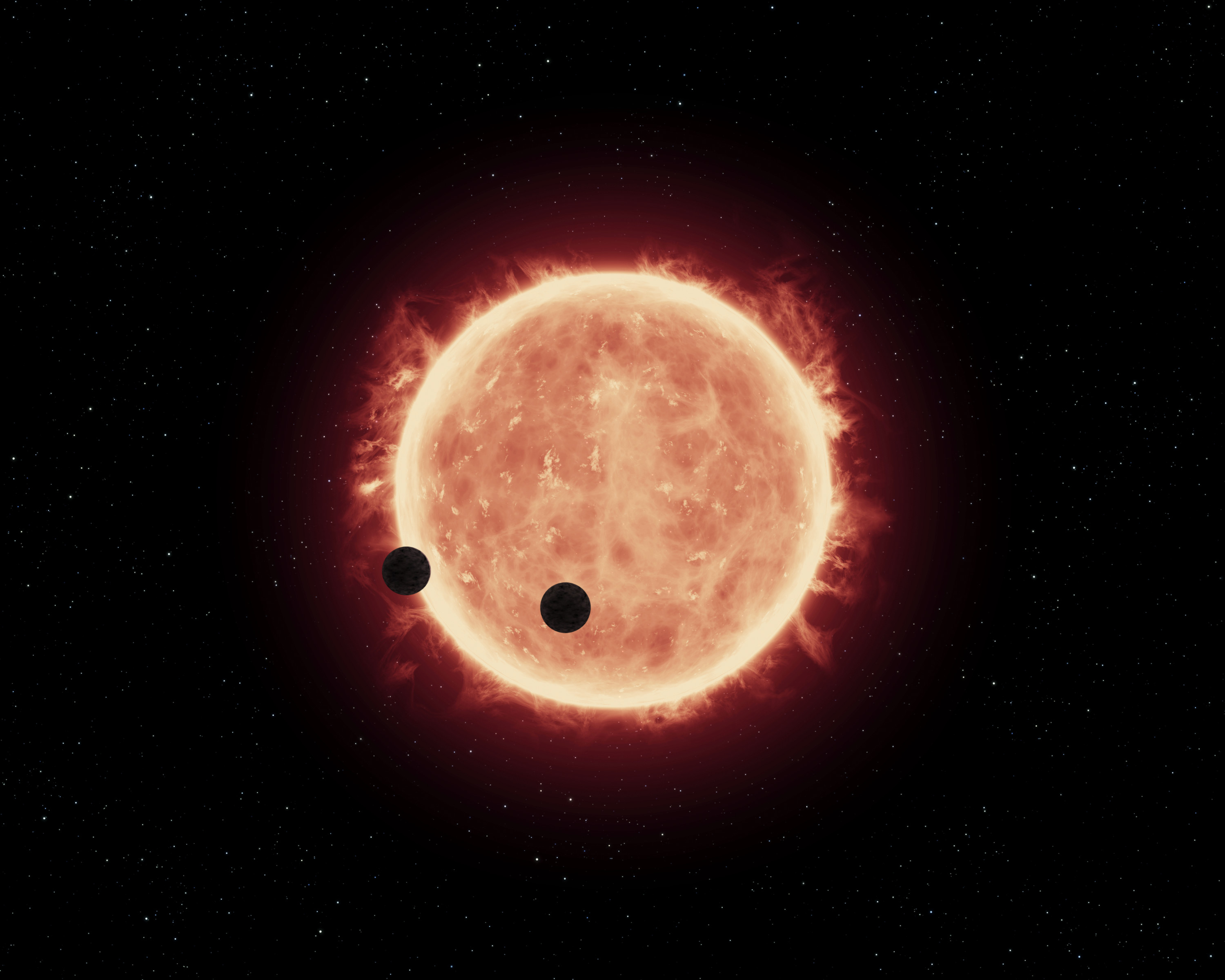
Планети проходять повз червоний карлик TRAPPIST-1 - в уяві художника.
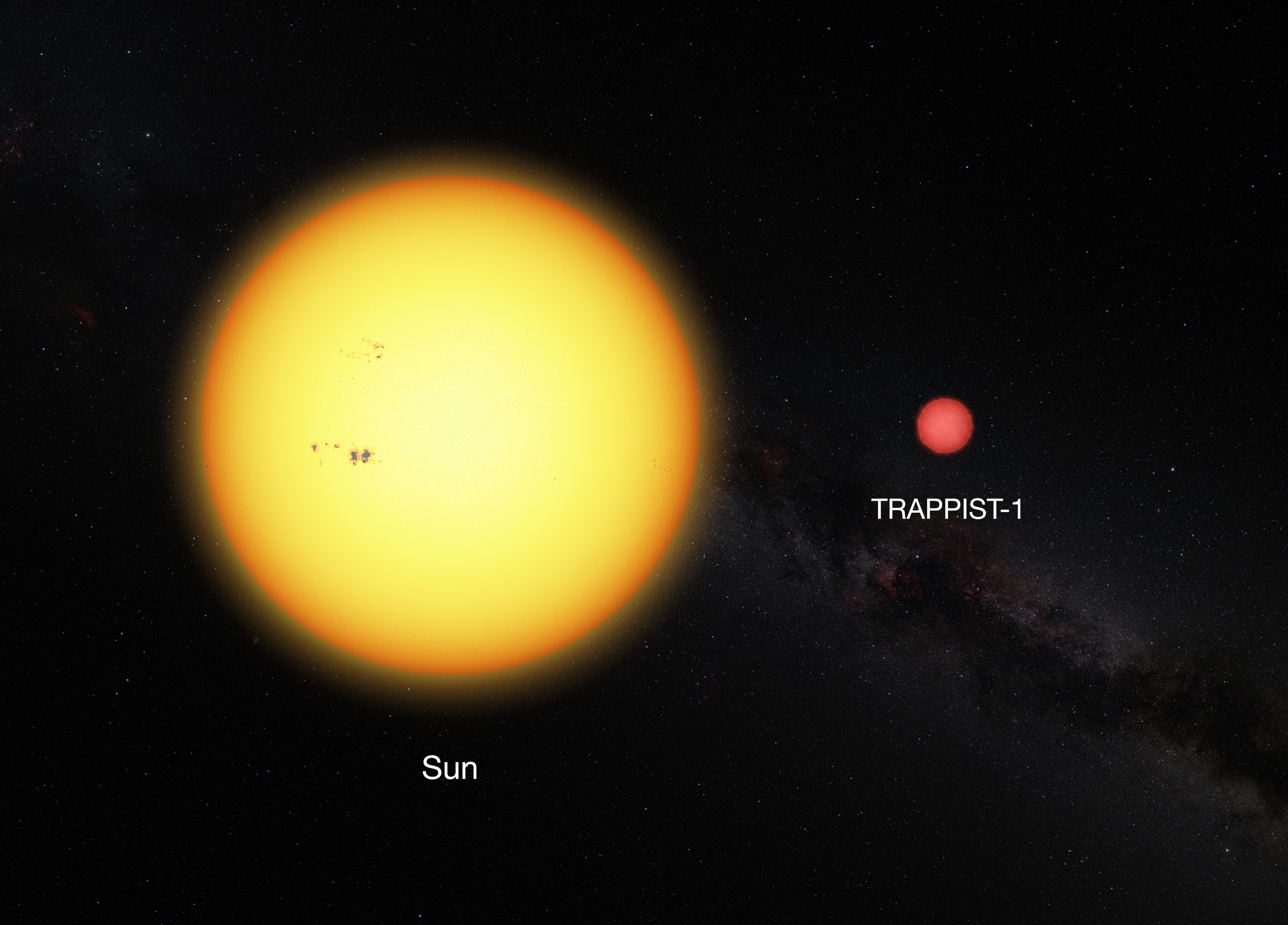
Порівняння розмірів Сонця та зорі TRAPPIST-1.
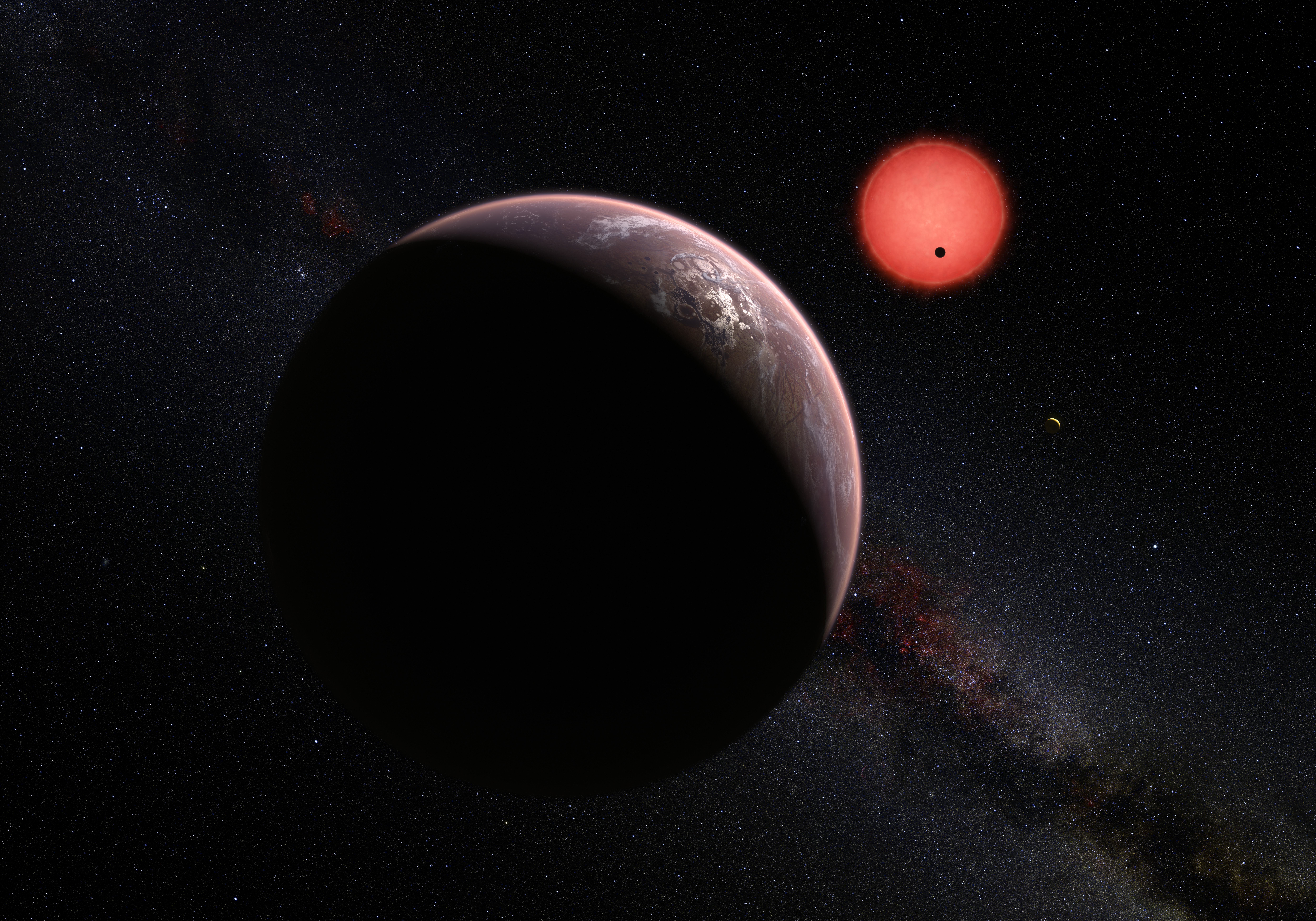
Три планети обертаються навколо ультрахолодного червоного карлика - в уяві художника.
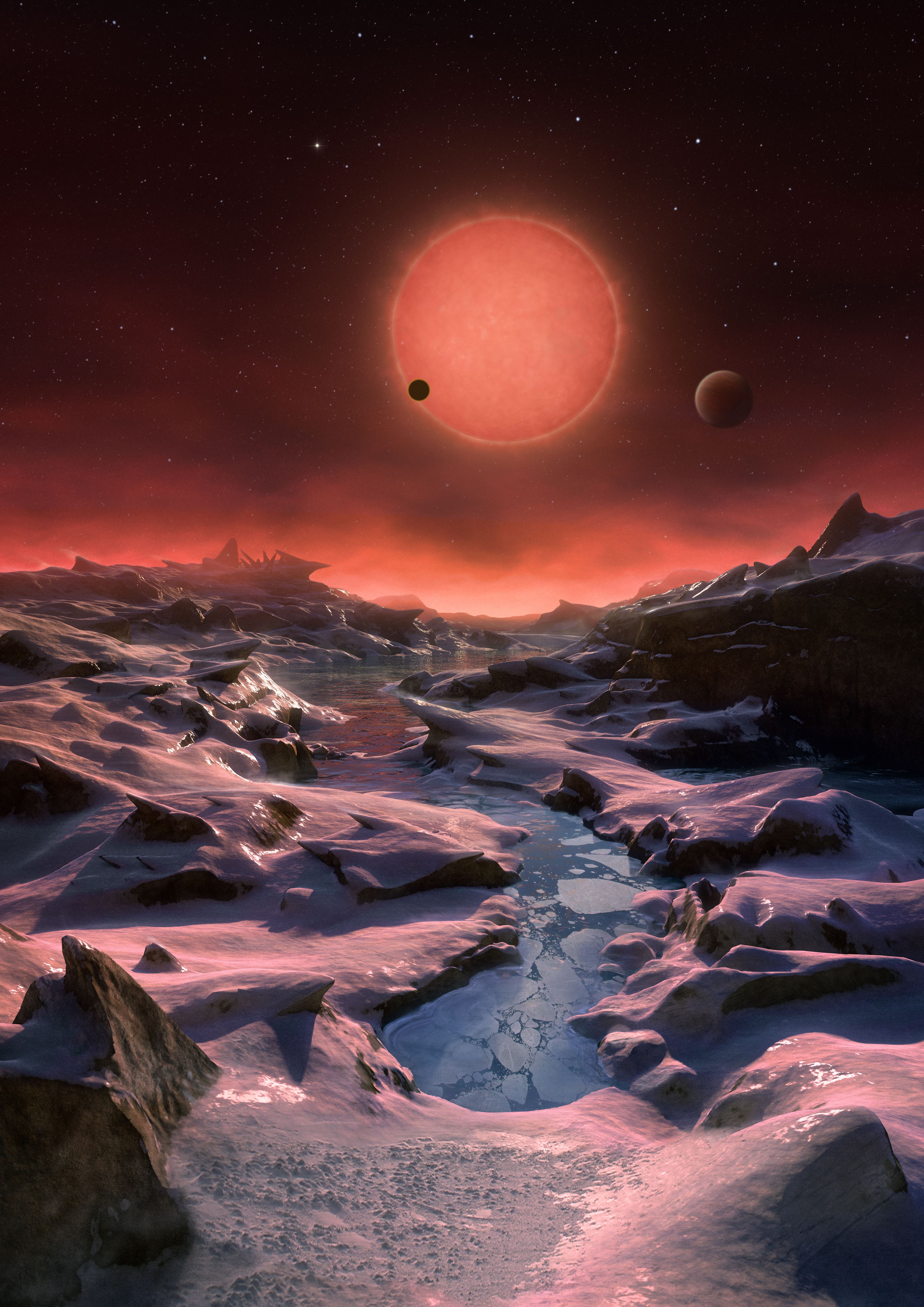
Вид з однієї з планет системи TRAPPIST-1 - в уяві художника
- Ролик, що зображує імовірну схему обертання планет навколо зорі TRAPPIST-1.